# Muzyka ulicy muzyka dla mas vol. 3
Muzyka ulicy muzyka dla mas vol. 3 – album muzyczny zawierający utwory różnych polskich wykonawców, wydany przez Olifant Records, jako trzeci w ramach serii zatytułowanej „Muzyka ulicy muzyka dla mas”. Zawiera wybrane utwory różnych zespołów zawarte na wydawanych albumach z określonego okresu czasu oraz przede wszystkim kompozycje niepublikowane i nagrania unikatowe. Pod względem prezentowanej twórczości są to utwory z różnych nurtów muzycznych, z dominacją gatunku punk rock, w tym w szczególności street punk/oi!. Został wydany w 2014 r.

## Historia i muzyka
Pierwszy album z serii „Muzyka ulicy muzyka dla mas” wydany został w 2004 r. pod tytułem „Muzyka ulicy muzyka dla mas vol. 1”. W dwa lata po nim, w 2006 r., wydano drugi album w serii pod tytułem „Muzyka ulicy muzyka dla mas vol. 2”. Kolejne wydanie o identycznej idei przewodniej nastąpiło 2014 r. Był to trzeci album w serii wydany pod tytułem „Muzyka ulicy muzyka dla mas vol. 3” przez wytwórnię Olifant Records. Zawierał muzykę tworzoną przez różnych wykonawców z gatunku punk rock, w tym w szczególności street punk/oi!. Były to przede wszystkim niepublikowane dotąd utwory lub nagrania unikatowe oraz utwory zawarte na wydawanych albumach z określonego okresu czasu. Następny album w serii wydano już w 2016 r. („Muzyka ulicy muzyka dla mas vol. 4”).

## Album i wykonawcy
Jest to album kompilacyjny, w którym zamieszczono utwory różnych wykonawców. Całość nagrań została udostępniona na jednej płycie kompaktowej. W albumie zamieszczono 23 utwory muzyczne. Czas trwania nagrań wynosi 1 godzina i 12 minut. Wydano 500 kopii albumu. Tłoczenie płyt wykonał Akord (identyfikator Matrix / Runout: T-4749). Pozostałe identyfikatory i etykiety przypisane do albumu: Mould SID Code: IFPI ZY02. Album ma przypisany w ramach katalogu wydawnictwa identyfikator Olifant Records 058.
Jedno z podsumowań tej płyty bardzo pozytywnie ocenia wydawnictwo jednym zdaniem: Trzecia część jednej z najlepszych składanek Oi! Music! Najlepsze kapele, najlepsza muza…..
W albumie zaprezentowano utwory następujących wykonawców: All Bandits, Contra Boys, Dewastators, Faul, GAN, Halabarda, Hippie Raus, Kastracja, Komando Bimber, Krawal Banda, Lumpex 75, Midgard, Motor Dead, Prawy Prosty, Skunx, Stalag, The Gits, The Junkers.

## Utwory
| Lp | Wykonawca      | Tytuł                          | Czas |
| -- | -------------- | ------------------------------ | ---- |
| 1  | Skunx          | Wystarczy Iskra                | 3:35 |
| 2  | Contra Boys    | Zasady Życia                   | 3:21 |
| 3  | The Junkers    | Serce Chuligana                | 4:05 |
| 4  | Lumpex 75      | Westerplatte                   | 2:58 |
| 5  | Faul           | Razem                          | 3:39 |
| 6  | Hippie Raus    | Hippie Raus                    | 1:42 |
| 7  | Contra Boys    | Nie Widzisz Przyszłości        | 3:45 |
| 8  | Stalag         | Technokultura                  | 1:47 |
| 9  | Komando Bimber | W Pętli Czasu                  | 3:33 |
| 10 | Kastracja      | Pamiętaj O Przyjaźni           | 3:05 |
| 11 | Prawy Prosty   | Honor I Duma                   | 2:36 |
| 12 | The Gits       | Sasza Boy                      | 2:29 |
| 13 | All Bandits    | Pod Prąd / Czerwone Skurwysyny | 5:12 |
| 14 | Krawal Banda   | Wyliczanka                     | 2:26 |
| 15 | Dewastators    | Jeszcze Jeden Łyk              | 2:30 |
| 16 | Halabarda      | Święty Grall                   | 4:15 |
| 17 | Dewastators    | Przyziemne Sprawy              | 2:20 |
| 18 | Midgard        | Ragnarok                       | 3:34 |
| 19 | The Gits       | Między Dwoma Rzekami           | 3:12 |
| 20 | Prawy Prosty   | Pokolenie Nienawiści           | 2:42 |
| 21 | Gan            | Generał Maczek                 | 3:51 |
| 22 | The Junkers    | Mowa Nienawiści                | 4:29 |
| 23 | Motor Dead     | Dobry Kij                      | 1:31 |